# RBW (компанія)
RBW (кор. 알비더블유, абревіатура від Rainbow Bridge World) — південнокорейська розважальна компанія, заснована Кім Джінву і Кім Дохуном. Компанія має декілька дочірніх компаній, включаючи Cloud R, RBW Vietnam, All Right Music, RBW Japan, WM Entertainment і DSP Media.

## Історія
У березні 2012 року Кім Дохун приєднався до корпорації і разом цим було засновано музичний лейбл Rainbow Bridge Agency WA Entertainment .
18 червня 2014 року WA Entertainment представила свій перший жіночий гурт Mamamoo.
У серпні 2014 року під керівництвом WA Entertainment дебютувала композиторка Esna як сольна співачка. У вересні 2014 року Entertainment разом з TSN Entertainment дебютували дует братів OBROJECT.
У червні 2016 року Monday Kiz підписав контракт з RBW. 12 липня 2016 року під керівництвом RBW дебютувала вокальна група Vromance.
9 червня 2017 року RBW підтвердила, що рок-гурт M.A.S 0094 приєднався до лейблу, а також змінив назву гурту на MAS (акронім від Make A Sound).
У червні 2018 року RBW повідомили, що MAS повторно дебютують під назвою «Onewe», а RBW BOYZ — як «Oneus». Oneus дебютували як гурт з шести учасників 9 січня 2019 року, а Onewe знову дебютували 13 травня того ж року.
15 березня 2021 року відбувся дебют жіночого гурту Purple Kiss, що складався з 7 учасниць.
7 квітня 2021 року було оголошено, що RBW придбала 70% акцій WM Entertainment, під керівництвом якої були такі ідол-гурти, як B1A4 і Oh My Girl. Вони будуть об'єднані в RBW як дочірнє підприємство.
11 червня 2021 року RBW опублікувала заяву, в якій було підтверджено, що Хвіін не буде продовжувати свій ексклюзивний контракт з агентством, хоча вона продовжуватиме виступати з Mamamoo, оскільки вона підписала розширену угоду на участь у деяких заходах, включаючи альбоми та концерти до грудня 2023 року.

## Дочірні підприємства

### Саб-лейбли

#### Cloud R
27 травня 2016 RBW у співпраці з Лі Сонйоном заснували незалежний лейбл звукозапису. До цього лейблу належав гурт M.A.S 0094, котрий був під керуванням Modern Music. У 2017 році управління гуртом перейшло до RBW, де вони повторно дебютували під назвою Onewe у 2019 році під головним лейблом.

#### All Right Music
All Right Music незалежний хіп-хоп лейбл звукозапису, заснований репером Basick та продюсером RBW Ім Санхьоком.

## Музичні виконавці
| RBW Гурти Kara Mamamoo Vromance Oneus Onewe Purple Kiss Соло-виконавці Мунбьоль Хваса Сола Трейні RBW Jboyz [ 12 ] (під керівництвом RBW Japan) | WM Entertainment Гурти B1A4 Oh My Girl ONF Соло-виконавці Sandeul YooA Трейні Лі Чейон ( Iz*One ) | DSP Media Гурти Kard Mirae Соло-виконавці Heo Young-ji BM |  |

## Нагороди

### 2011
- 1st Korean Music Copyright Awards - Composer in Rock category  [CEO Кім Дохун, Лі Санхо]

### 2014
- 6th MelOn Music Awards - Best Songwriter  [CEO Кім Дохун]
- 4th Gaon Chart KPop Awards - Composer of the Year  [CEO Кім Дохун]

### 2015
- 1st KOMCA Awards - Головний приз у номінації Composition, Popular Music  [CEO Кім Дохун]
- Korean Ministry of Commerce, Industry & Energy - Young Entrepreneur  [CEO Кім Джіну]
- Seoul Metropolitan Police Agency - Commissioner's Commendation for Appreciation  [CEO Кім Джіну]

### 2016
- Korea Business Management Awards - Best in Popular Culture  [CEO Кім Джіну]

### 2017
- 3rd KOMCA Awards - Головний Приз у номінації Composition, Popular Music  [CEO Кім Дохун]
- 1st Soribada Best K-Music Awards - Best Producer  [Со Йонбе та Iggy]
- Korea Entertainment Producers Association - Organizer of the Year  [CEO Кім Джіну]

### 2018
- 2nd Soribada Best K-Music Awards - Best Producer  [CEO Кім Дохун]
- Vietnam V LIVE 2017 - Best Program Award  [CEO Кім Джіну]

### 2019
- Korean Ministry of Culture, Sport, and Tourism - Minister's Prize  [CEO Кім Джіну]

### 2020
- 17th Korea Startup Award - Minister of Small and Medium Venture Business Award  [CEO Кім Джіну]
- 4th Soribada Best K-Music Awards - Best Producer  [CEO Кім Дохун]

## Колишні виконавці
RBW / WA Entertainment
- ESna (2014—2017)
- Yangpa (2015—2018)
- Monday Kiz (2016—2018)
- Mamamoo
  - Хвіін (2014—2021; перейшла до The L1ve, але продовжує брати участь у деяких активностях гурту.)

У спільному керуванні
- Geeks (2012—2016) (спільно з How Entertainment; перейшли до Grandline Entertainment.)
- Phantom (2012—2017) (спільно з Brand New Music; розформовані)
- P.O.P (2017—2018) (спільно з DWM Entertainment; розформовані)
- OBROJECT (спільно з TSN Entertainment) (2014—2019; розформовані)
- Спільно з Duckfuss Entertainment (2020—2021)
  - Kim Yuna
  - Obze
  - OYEON

RBW Vietnam
- Jin-Ju (2018—2020; перейшов до Krazy Sound.)[13]
- D1Verse (2020)
  - Trần Bình (2019—2020; договір розірвано через порушення.)

All Right Music
- Basick (2015—2018; Outlive.)
- B.O. (2017—2020; MYFB.)
- Big Tray (2015-)
- Marvel J (2017-; перейшов до Luminant Entertainment.)

Cloud R
- Mas (2017—2019; редебютували як Onewe під головним лейблом)